# Saint-Clément-sur-Valsonne
Saint-Clément-sur-Valsonne este o comună în departamentul Rhône din sud-estul Franței. În 2009 avea o populație de 725 de locuitori.

## Evoluția populației
| An        | 1975 | 1982 | 1990 | 1999 | 2006 | 2009 |
| --------- | ---- | ---- | ---- | ---- | ---- | ---- |
| Populație | 448  | 457  | 467  | 546  | 662  | 725  |